# Tükrök
A Tükrök (eredeti cím: Mirrors) 2008-ban bemutatott amerikai-német-román-francia koprodukcióban készült természetfeletti horrorfilm Alexandre Aja rendezésében. A főszerepben Kiefer Sutherland, Paula Patton és Amy Smart látható. A film címe először Into the Mirror volt, de később Mirrors-ra változtatták.
A forgatás 2007. május 1-jén kezdődött, 2008. augusztus 15-én került az amerikai mozikba, Magyarországon október 16-án mutatták be.

## Történet
|  | Alább a cselekmény részletei következnek! |

A film azzal kezdődik, hogy egy biztonsági őr átfut a metrón keresztül. Menekülni már nem tud semerre, az őr végül egy szobába ér, és elkezd könyörögni a tükörképének az életéért. Hirtelen a tükörkép elvágja a torkát egy üvegszilánkkal, ezzel megölve a "valódi" biztonsági őrt.
Ben Carson (Kiefer Sutherland), a felfüggesztett nyomozó elkezdi az első munkanapját, mint egy éjszakai biztonsági őr, a Mayflower nevezetű luxus áruházban, ami öt évvel korábban leégett és most le van zárva. Az épület még mindig tartalmaz számos tükörboltot. Ben az első éjszakai járőrözés közben talál egy nagy tükröt, amin úgy látszik hogy kézlenyomatok vannak, de csak az üveg visszavert oldalán. A tükörből visszaverődve lát egy nyitott ajtót, amely valójában zárva volt. Időközben, Ben elkezdi erősebben látni a víziókat, amire kezdetben csak azt hitte hogy hallucinációk. Hamarosan megtalálja Gary Lewis, a korábbi éjszakai őr (aki meghalt a film elején) pénztárcáját, amelyben talál egy papírt, és ez van rá írva: "Esseker". Ben megnézi Gary bűncselekményfotóit, és meg van győződve arról, hogy ha az emberek a tükörbe néznek, olyan dolgokat csinálnak, amit a valóságban nem akarnak. Közben Ben húgát, Angiet (Amy Smart) megöli a tükörképe, ugyanis fürdés alatt megragadja az állkapcsát és lassan szétfeszíti, s ennek nyomán elvérzik. Ben kétségbeesik, húga holttestét látván. Idegből megpróbálja összetörni a Maxflowerben lévő nagy tükröt, de semmivel sem tud kárt okozni rajta. A tükörnek azt mondja, hogy mit akar tőle, ekkor az üveg elkezd repedni, és egy szót betűz le: "ESSEKER". Ben lemegy a Mayflower elárasztott alagsorába, és rálel egy kis jelre, hogy a "Pszichiátriai vizsgálatok" és a "Szent Máté Kórház" alatt van. Látja, hogy szivárog a víz a csempén, ezért lebontja és átüti a téglafalat. Egy Psychomantium szobában lyukad ki, amelyben rengeteg tükör vesz körül egy széket. Felismeri, hogy a Mayflower épület helyén, egy korábbi kórház volt. Ben megkéri az egyik rendőrbarátját, Larryt (Jason Flemyng), hogy segítsen megtalálni a kórház összes betegét és ápolóit. Larry talál egy Anna Esseker nevű pácienst, aki a pszichiátriai kórházban tartózkodott. Ő volt az aki tizenkét éves korában öngyilkosságot követett el. Ben átnézi Anna összes iratanyagát, és talál egy halotti anyakönyvi kivonatot engedélyezve és jóváhagyva, amely szerint ő már két napja elhagyta a kórházat, még az öngyilkosság előtt, ebből kiderül hogy Anna még mindig életben van. Közben Ben felesége, Amy (Paula Patton) felfedezi, hogy a fia, Mikey (Cameron Boyce) tükörképe ott maradt, amikor a valódi Mikey elment onnan. Pánikba esik, és felhívja Bent, aki azonnal hazatér. Együtt a ház minden tükröződő felületét lekenik zöld festékkel.
Ben felkeresi Anna Esseker gyerekkori otthonát, és megtudja, hogy gyerekként erőszakos és irányíthatatlan volt, emellett súlyos skizofréniát diagnosztizáltak rajta. Elhozta egy orvos a Szent Máté Kórházba, mert úgy gondolta, hogy ritka személyiségzavarban szenved. A kezelését korlátozták, mivel Annát egy székbe ültették, melyet tükrök vesznek körül, hisz a zavart csak úgy tudták gyógyítani, ha szembenéz saját tükörképével. Ben elmondja Anna bátyjának, hogy furcsa dolgok kezdtek történni a tükrökkel az otthonában, Anna állapota viszont sokat javult. Ennek eredményeként, a családja elküldte őt a Szent Ágoston kolostorba, ahol megtalálhatja őt és ahol a tükrök tiltottak. Ben, amikor a kolostorhoz ér, megtalálja Annát (Mary Beth Peil), aki elmondja, hogy ő valójában egy démon volt, ami mostanra már a tükrök csapdájában van. Elmagyarázza, hogy azoknak a lelkét gyűjti, akiket már megölt, és hogy ha elmenne vele ugyanarra a helyre, a démon az élők világába visszatérne, ezért nem hajlandó visszamenni. Eközben Amy észreveszi, hogy Mikey hiányzik a házból, és látja hogy vékony tükröződő vízréteg teljesen eltakarja a padlót. Ezután a lányát egy biztonságos szekrénybe bújtatja. Megtalálja Mikeyt egy nagy késsel kapargatni a tükrökről a festéket. Amy megpróbálja őt megállítani, de ő elmenekül, így nyilvánvalóvá válik, hogy megszállott lett. Miután Ben fegyverrel megfenyegette, Annával visszatér a Mayflowerbe és Psychomantium székébe ülteti becsukott szemmel, majd lepántolja. Visszatérve Ben házához, Mikeyt hirtelen a víz padlóján lévő tükörkép keresztülhúzza és elkezd fulladozni. A Psychomantiumban a fények elkezdenek villogni és az épület rázkódni, de a démonok a tükörben nem tudnak kiszabadulni. A Mayflower összes tükre felrobban, mikor Anna kinyitja a szemét. Ezzel egyidejűleg, Mikey is felszabadul a démon szorításából, és Amy biztonságosan fel tudja őt húzni. Ezután Bent megtámadja a megszállott Anna. Sikerül megölnie őt egy közeli kiálló gázvezetékre felnyársalva, ekkor egy hatalmas robbanás keletkezik. A régi épület összeomlik, vele együtt megölve a démont. Ben viszont ahogy rohan a kijárat felé, csapdába esik, és a mennyezet rászakad. Benjamin kiszabadítja magát a törmelék alól, és botladozva elhagyja az épületet. A rendőrök és tűzoltók veszik körül az utcát, és látható hogy egy holttestet zsákban visz el a mentő, de Bent senki nem veszi észre. Észrevehetjük, hogy a régi biztonsági őr névtáblája visszafelé van leírva, és minden írás fordított (mint a tükörben). A városban talál egy tükrös felületet, de nem látja a saját tükörképét, miközben kinyújtja a kezét és megérinti. Rájön, hogy halálra zúzódott a romok alatt, és most csapdába esett a tükrök világában: Az élővilágban, az üveg felületén megjelenik az ő kézlenyomata.
|  | Itt a vége a cselekmény részletezésének! |

## Szereplők
| Színész           | Szerep              | Magyar hang          |
| ----------------- | ------------------- | -------------------- |
| Kiefer Sutherland | Ben Carson          | Szabó Sipos Barnabás |
| Amy Smart         | Angie Carson        | Zsigmond Tamara      |
| Paula Patton      | Amy Carson          | Major Melinda        |
| Cameron Boyce     | Mikey Carson        |                      |
| Erica Gluck       | Daisy Carson        |                      |
| Mary Beth Peil    | Anna Esseker        | Szabó Éva            |
| Julian Glover     | Robert Esseker      | Konrád Antal         |
| Jason Flemyng     | Larry Byrne nyomozó | Rosta Sándor         |
| John Shrapnel     | Lorenzo Sapelli     | Barbinek Péter       |